# Tu ne cede malis sed contra audentior ito

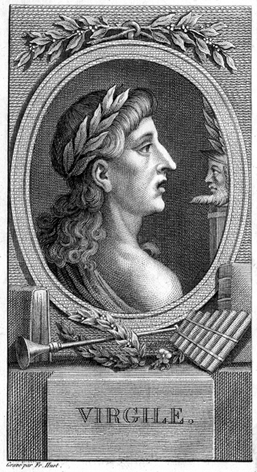
Virgilio, in una incisione di F. Huot

La locuzione latina tu ne cede malis, sed contra audentior ito, è una frase presa dall'Eneide di Virgilio, che, tradotta alla lettera, significa «Non lasciarti opprimere dalle calamità, ma va’ loro incontro più coraggiosamente». 
È il motto del Ludwig von Mises Institute e del comando provinciale dei vigili del fuoco di Vibo Valentia.
Nel 1500 veniva usata dai pittori nei quadri e nelle stampe che rappresentavano l'allegoria della vita umana. Dal noto quadro di cui si conserva la stampa di Giorgio Ghisi "allegoria della vita umana" del 1561 presso i musei civici di Pavia , che riporta la frase sotto la figura femminile, alla " allegoria della vita umana" del 1595 un olio su rame di Jan Brugel il Vecchio e Hans Rottheamer il Vecchio, che ha dipinto la frase sempre sotto la figura femminile.